# Havana (canção de Camila Cabello)
"Havana" é uma música gravada pela cantora cubano-mexicana e estadunidense Camila Cabello, com a participação do rapper americano Young Thug. Foi lançado em 3 de agosto de 2017, juntamente com "OMG", contida em seu álbum de estreia solo Camila (2018). Em agosto de 2017, foi lançado como primeiro single do álbum, substituindo "Crying in the Club". Em novembro de 2017, uma versão remix da música com o rapper porto-riquenho Daddy Yankee foi publicado na página de Cabello no YouTube. O primeiro verso do remix é cantado em espanhol, enquanto Daddy Yankee substitui o verso de Young Thug.
"Havana" alcançou o número um em vários países, incluindo Austrália, Brasil, Canadá, França, México, Reino Unido e EUA, também alcançando o top 10 de vários outros países. Seu videoclipe, dirigido por Dave Meyers, mostra Cabello interpretando Karla, além de atriz de telenovela e protagonista de cinema. Ele ganhou o prêmio de Vídeo do ano no MTV Video Music Awards de 2018, recebendo três outras indicações. Um vídeo vertical, dirigido por Sam Lecca, foi lançado em 10 de novembro de 2017, em sua conta oficial do Vevo. O clipe mostra a cantora e vários dançarinos no Metrô de Nova Iorque. O clipe era anteriormente exclusivo para o Spotify.
Cabello cantou "Havana" em várias premiações, incluindo o MTV Europe Music Awards de 2017, iHeartRadio Music Awards de 2018 e o Billboard Music Awards de 2018. Em setembro de 2018, Cabello lançou uma versão ao vivo da música com sua performance solo. A versão ao vivo da música seria mais tarde indicada a Melhor Performance Pop Solo no 61º Grammy Awards (2018). Foi o single digital mais vendido de 2018, de acordo com a International Federation of the Phonographic Industry (IFPI), com 19 milhões de unidades vendidas em todo o mundo.

## Composição
"Havana" é uma canção de andamento lento que funde a música latina com o pop. A letra retrata a cantora abraçando sua herança cubana. Cabello canta o refrão em cima de riffs e piano com ritmos de influência latina. Sadie Bell, da Billboard, interpretou a linha "Metade do meu coração está em Havana" como a narração de "um romance que deixou o coração de Cabello abandonado no sul", enquanto que para Brittany Spanos, da revista Rolling Stone, na canção "dançante e suave", Cabello se apaixona por "um misterioso pretendente no leste de Atlanta", embora tenha deixado seu coração em sua cidade natal. Young Thug rima seus versos por cima de notas de piano.

## Análise da critica
Escrevendo para a Billboard, Sadie Bell considerou a faixa como sendo sensual e expressou que ela "irradia uma onda latina". Semelhantemente, Allison Browsher, do MuchMusic, opinou que a canção "chega a tempo de manter o calor do verão nas rádios". Raisa Bruner, da revista Time, escreveu que "Havana" "atingiu uma nota recém-estridente que esperamos ver mais em seu álbum de estreia". Peter A. Berry, da XXL, opinou que os versos de Young Thug "se misturam perfeitamente com as notas de piano".

## Vídeo musical

### Antecedentes
Cabello compartilhou uma prévia de 26 segundos do curta-metragem de "Havana" em 22 de outubro de 2017, por meio de seu canal no YouTube. O vídeo contou com participações de Lele Pons como Bella, LeJuan James como Vovó Abuelita, Noah Centineo como o interesse amoroso de Cabello, Marco DelVecchio como os gêmeos Juan e Rodrigo e Mikey Pesante como dançarina. Foi dirigido por Dave Meyers e foi lançado em 24 de outubro de 2017. Young Thug também aparece no vídeo.

### Sinopse
A música principal começa tarde, mas o videoclipe começa com Karla, interpretada por Cabello, assistindo uma telenovela , antes de ser interrompida por sua avó, que desliga a TV e a aconselha a viver sua vida em vez de passar seus dias dentro de casa. Karla sai de casa para ir ver um filme. O filme que ela está assistindo, chamado Camila em Havana , assume a forma de um videoclipe, estrelando uma versão de si mesma usando um vestido vermelho com franjas e se apresentando em um clube. Além de aparecer como Karla, Cabello também interpreta a atriz de telenovela e o protagonista do filme. Depois que o filme termina, ela deixa o cinema e tropeça em um ciclista, também o protagonista masculino do filme, e começa a dançar com ele.

### Análise da critica
Tom Breihan, do Stereogum, que classificou a música no número 28 dos 50 melhores videoclipes de 2017, o analisando em 18 de dezembro de 2017: "Camila Cabello será uma estrela de cinema um dia, e ela ainda pode nunca ter uma performance melhor do que aquela ela dá neste vídeo de múltiplas funções".
Ele recebeu quatro indicações no MTV Video Music Awards de 2018, por Vídeo do ano, Música do ano, Melhor Vídeo Pop e Melhor Coreografia, vencendo o primeiro.
Em novembro de 2019, o vídeo recebeu mais de 840 milhões de visualizações no YouTube, enquanto existe uma versão somente de áudio com mais de 1,6 bilhão de visualizações, tornando-o um dos 70 vídeos mais vistos no site.

## Apresentações ao vivo
A primeira apresentação televisionada de "Havana" The Tonight Show Starring Jimmy Fallon, estrelado por Jimmy Fallon em 25 de setembro de 2017. Na mesma semana em que ela se apresentou no The Today Show. Em 27 de outubro, Cabello apresentou uma versão em espanhol da música no Latin American Music Awards. Ela também tocou a música no Teen Radio 1 da BBC Radio 1, LOS40 Music Awards iHeartRadio Fiesta Latina, e no MTV Europe Music Awards. Seu desempenho nos EMAs da MTV foi classificado como o melhor da noite pelo escritor da Billboard, Joe Lynch. Sua performance na Billboard Women in Music foi a versão simplificada da música, apoiada apenas por uma guitarra, teclado e bateria leve. Também foi apresentada no Dick Clark's New Year's Rockin' Eve em 2017, e mais tarde ela fez uma apresentação no estilo cabaré no The Ellen DeGeneres Show durante a semana de lançamento do álbum. Ela fez uma performance inspirada no filme Gentlemen Prefer Blondes de Marilyn Monroe e a performance de "Material Girl" de Madonna no iHeartRadio Music Awards de 2018 com Young Thug. Cabello tocou a música com Ricky Martin, J Balvin, Young Thug e Arturo Sandoval como o artista de abertura no 61º Grammy Awards em fevereiro de 2019.

## Covers e regravações
O cantor brasileiro Péricles regravou a canção em seu álbum ao vivo Mensageiro do Amor. A regravação se tornou um meme na internet, devido a canção desassociar completamente do repertório do cantor.

## Faixas e formatos
| Download digital |                           |         |  |
| N.º              | Título                    | Duração |  |
| 1.               | "Havana" (com Young Thug) | 3:36    |  |

## Créditos
Todo o processo de elaboração de "Havana" atribui os seguintes créditos:
Gravação
- Gravada em 2017 nos Nightbird Recording Studios (West Hollywood, Califórnia)
- Vocais de Camila Cabello produzidos nos Twnetynine Lions (Studio City, Califórnia)
- Mixada nos Larrabee Sound Studios (North Hollywood, Califórnia)
- Masterizada nos The Mastering Place (Nova Iorque)

Publicação
- Publicada pelas empresas Sony/ATV Songs (BMI) em nome da Sony/ATV Music Publishing Ltd/Maidmetal Limited (PRS)/Milamoon Songs (BMI), Songs of YSL Music Publishing (BMI), EMI April Music Inc. (ASCAP) em nome da EMI Music Publishing Ltd (PRS)/Nyanking Music (ASCAP), People Over Plane (ASCAP) e These Are Songs of Pulse (ASCAP)
- Todos os direitos autorais administrados pelas empresas These Are Songs of Pulse (ASCAP), Reservoir 416 (BMI), Ali Tamposi (BMI), Reservoir Media Management, Inc., Warner-Tamerlane Publishing Corp. (BMI) em nome da Songs of the Dong (BMI), Andrew Watt Music (BMI), Kobalt Music, EMI Pop Music Publishing/More Water from the Nazareth (GMR), EMI April Music Inc. (ASCAP) e Kingsway Records Inc. (SOCAN)
- A participação de Young Thug é uma cortesia da 300 Entertainment/Atlantic Records
- A participação de Pharell Williams é uma cortesia da i am OTHER/Columbia Records

Produção
| - Camila Cabello: composição, vocalista principal - Young Thug: composição, vocalista participante - Starrah: composição, vocalista de apoio - Pharrell Williams: composição, vocalista de apoio - Frank Dukes: composição, produção - Ali Tamposi: composição - Brian Lee: composição - Andrew Watt: composição - Kaan Gunesberk: composição - Matt Beckley: produção vocal - Serafin Aguilar: trompete | - Kyle Mann: gravação - Robbie Soukiasyan: gravação - Mike Gaydusek: gravação - Henry Guevara: assistência de engenharia - Ivan Jimenez: assistência de engenharia - Sean Madden: assistência de engenharia - David Nakaji: assistência de engenharia - Marco Falcone: assistência de engenharia - Jaycen Joshua: mixagem - Dave Kutch: masterização |

## Desempenho nas tabelas musicais
No Reino Unido, "Havana" entrou na UK Singles Chart no número 53 em 11 de agosto de 2017. Subiu para o número dois em sua nona semana, atrás apenas de "Rockstar" de Post Malone, com 21 Savage. Em 3 de novembro, alcançou o número um, dando a Cabello e Young Thug seu primeiro single número um no Reino Unido. Em seguida, ele manteve a primeira posição por cinco semanas antes de ficar atrás de "Perfect" de Ed Sheeran.
Em outubro de 2017, o single alcançou o número sete no Billboard Hot 100 dos EUA em sua décima segunda semana, tornando-se o segundo top 10 de Cabello como artista solo e o primeiro de Young Thug. Em janeiro de 2018, "Havana" alcançou o número um no Hot 100 por uma semana depois de passar sete semanas não consecutivas ocupando o segundo lugar, atrás de Post Malone e 21 Savage, por cinco semanas, e Ed Sheeran e Beyoncé. "Perfect" por mais duas semanas, tornando-se a primeira música de Cabello e Young Thug a liderar o ranking. A música levou 23 semanas para chegar ao primeiro lugar, igualando a escalada mais longa de uma artista feminina com "Cheap Thrills" (2016) de Sia e "Baby, Come to Me" (1982–1983) de Patti Austin. Cabello se tornou a terceiro artista na história das paradas a liderar o Hot 100 e o Billboard 200 pela primeira vez na mesma semana, depois que Britney Spears e Beyoncé o fizeram em 1999 e 2003, respectivamente. a faixa, em seguida, caiu para número três, uma semana depois, quando "God's Plan" de Drake estreou na liderança. a canção também foi certificada 7x platina pela Recording Industry Association of America (RIAA). "Havana" se tornou a nona música no topo do Mainstream Top 40, Rhythmic e Adult Top 40 – ao longo dos 22 anos em que as três paradas coexistiram.
"Havana" alcançou o número um no ARIA Singles Chart em sua décima segunda semana no ranking, se tornando a primeira música número um de Cabello, inclusive durante seu tempo como parte do Fifth Harmony. A canção se tornou a música mais transmitida de todos os tempos por um artista solo feminina na história do Spotify em setembro de 2018, com mais de um bilhão de streams no momento.
| Tabela musical (2017)                  | Melhor posição |
| -------------------------------------- | -------------- |
| Alemanha (Media Control Charts)        | 2              |
| Argentina (Monitor Latino)             | 1              |
| Austrália (ARIA Charts)                | 1              |
| Áustria (Ö3 Austria Top 40)            | 2              |
| Bélgica (Ultratop 50 de Flandres)      | 2              |
| Bélgica (Ultratop 40 da Valônia)       | 2              |
| Brasil (Brasil Hot 100 Airplay)        | 37             |
| Brasil (Brasil Hot Pop Songs)          | 2              |
| Brasil (Top 50 Streaming)              | 2              |
| Canadá (Canadian Hot 100)              | 1              |
| Coreia do Sul (Gaon Music Chart)       | 1              |
| Colômbia (National-Report)             | 1              |
| Croácia (Croatian Airplay Radio Chart) | 2              |
| Dinamarca (Tracklisten)                | 2              |
| Escócia (The Official Charts Company)  | 1              |
| Eslováquia (IFPI Slovenská Republika)  | 1              |
| Espanha (PROMUSICAE)                   | 4              |
| Estados Unidos (Billboard Hot 100)     | 1              |
| Estados Unidos (Pop Songs)             | 1              |
| Estados Unidos (Adult Pop Songs)       | 1              |
| Estados Unidos (Rhythmic Songs)        | 1              |
| Estados Unidos (Latin Pop Songs)       | 3              |
| Estados Unidos (Hot Dance Club Songs)  | 12             |
| Estados Unidos (Adult Contemporary)    | 5              |
| Europa (Euro Digital Songs)            | 1              |
| Finlândia (IFPI Finlândia)             | 7              |
| Filipinas (Philippine Hot 100)         | 1              |
| França (SNEP)                          | 1              |
| Grécia (Greece Digital Songs)          | 1              |
| Hungria (MAHASZ)                       | 1              |
| Irlanda (IRMA)                         | 1              |
| Israel (Media Forest)                  | 1              |
| Itália (FIMI)                          | 2              |
| Japão (Japan Hot 100)                  | 10             |
| Líbano (The Official Lebanese Top 20)  | 4              |
| Luxemburgo (Luxembourg Digital Songs)  | 2              |
| México (Mexico Airplay)                | 1              |
| Noruega (VG-lista)                     | 16             |
| Nova Zelândia (NZ Top 40 Singles)      | 2              |
| Países Baixos (MegaCharts)             | 5              |
| Polônia (ZPAV)                         | 1              |
| Portugal (AFP)                         | 1              |
| Reino Unido (UK Singles Chart)         | 1              |
| República Checa (IFPI Česká Republika) | 1              |
| Rússia (Russian Music Charts)          | 20             |
| Suécia (Sverigetopplistan)             | 4              |
| Suíça (Schweizer Hitparade)            | 2              |
| Venezuela (Record Report)              | 4              |

| Tabela musical (2017)              | Posição |
| ---------------------------------- | ------- |
| Alemanha (Media Control Charts)    | 18      |
| Austrália (ARIA Singles Charts)    | 19      |
| Áustria (Ö3 Austria Top 40)        | 23      |
| Bélgica (Ultratop 50 de Flandres)  | 69      |
| Bélgica (Ultratop 40 da Valônia)   | 82      |
| Canadá (Canadian Hot 100)          | 56      |
| Dinamarca (Tracklisten)            | 44      |
| Estados Unidos (Billboard Hot 100) | 96      |
| França (SNEP)[                     | 42      |
| Hungria (MAHASZ)                   | 10      |
| Israel (Media Forest)              | 25      |
| Itália (FIMI)                      | 60      |
| Nova Zelândia (NZ Top 40 Singles)  | 24      |
| Países Baixos (MegaCharts)         | 48      |
| Polônia (ZPAV)                     | 58      |
| Reino Unido (UK Singles Chart)     | 18      |
| Suécia (Sverigetopplistan)         | 67      |
| Suíça (Schweizer Hitparade)        | 44      |

| Tabela musical (2018)               | Posição        |
| ----------------------------------- | -------------- |
| Alemanha (Media Control Charts)     | 14             |
| Argentina (Monitor Latino)          | 1              |
| Austrália (ARIA Singles Charts)     | 23             |
| Áustria (Ö3 Austria Top 40)         | 38             |
| Bélgica (Ultratop 50 de Flandres)   | 11             |
| Bélgica (Ultratop 50 da Valônia)    | 6              |
| Canadá (Canadian Hot 100)           | 1              |
| Coreia do Sul (Gaon Music Chart)    | 1              |
| Dinamarca (Tracklisten)             | 28             |
| Estados Unidos (Billboard Hot 100)  | 4              |
| Estados Unidos (Pop Songs)          | 9              |
| Estados Unidos (Adult Pop Songs)    | 13             |
| Estados Unidos (Latin Pop Songs)    | 19             |
| Estados Unidos (Rhythmic Songs)     | 23             |
| Estados Unidos (Adult Contemporary) | 8              |
| Hungria (MAHASZ)                    | 4              |
| Irlanda (IRMA)                      | 26             |
| Itália (FIMI)                       | 43             |
| Japão (Japan Hot 100)               | 66             |
| Nova Zelândia (NZ Top 40 Singles)   | 19             |
| Países Baixos (MegaCharts)          | 25             |
| Reino Unido (UK Singles Chart)      | 17             |
| Suécia (Sverigetopplistan)          | 36             |
| Suíça (Schweizer Hitparade)         | 6              |
| Tabela musical (2019)               | Melhor posição |
| Estados Unidos (Adult Contemporary) | 41             |

| Tabela musical (2010–19)           | Melhor posição |
| ---------------------------------- | -------------- |
| Estados Unidos (Billboard Hot 100) | 59             |
| Reino Unido (UK Singles Chart)     | 37             |

| Tabela musical                     | Posição |
| ---------------------------------- | ------- |
| Estados Unidos (Billboard Hot 100) | 334     |

| Região | Certificação  | Vendas      |
| --- | ------------- | ----------- |
| Argentina (CAPIF) | Platina       | 20.000*     |
| Alemanha (BVMI) | 2× Platina    | 800.000^    |
| Austrália (ARIA) | 10× Platina   | 700.000^    |
| Áustria (IFPI Austria) | 2× Platina    | 60.000*     |
| Bélgica (BEA) | 2× Platina    | 60.000*     |
| Canadá (Music Canada) | 2× Platina    | 720.000‡    |
| Dinamarca (IFPI Dinamarca) | 2× Platina    | 180.000^    |
| Espanha (PROMUSICAE) | 3× Platina    | 120.000^    |
| Estados Unidos (RIAA) | 7× Platina    | 7.000.000‡  |
| França (SNEP) | Diamante      | 233.333*    |
| Itália (FIMI) | 4× Platina    | 200.000‡    |
| México (AMPROFON) | Diamante+Ouro | 120.000*    |
| Noruega (IFPI Noruega) | Platina       | 6.000.000‡  |
| Nova Zelândia (RMNZ) | 3× Platina    | 90.000^     |
| Países Baixos (NVPI) | Platina       | 80.000^     |
| Polônia (ZPAV) | Diamante      | 90.000^     |
| Portugal (AFP) | 2× Platina    | 20.000‡     |
| Reino Unido (BPI) | 3× Platina    | 1.800.000‡  |
| Suécia (GLF) | 4× Platina    | 32.000.000‡ |
| Suíça (IFPI Suíça) | 5× Platina    | 100.000^    |
| Resumos |               |             |
| Mundo |               | 20.000.000  |
| *vendas baseadas apenas na certificação ^distribuições baseadas apenas na certificação ‡vendas+valores de streaming baseados apenas na certificação |               |             |

## Histórico de lançamento
| País           | Data                  | Formato           | Gravadora(s) |
| -------------- | --------------------- | ----------------- | ------------ |
| Mundo          | 3 de agosto de 2017   | Download digital  | Epic, Syco   |
| Itália         | 8 de setembro de 2017 | Rádios mainstream | Sony         |
| Reino Unido    | 8 de setembro de 2017 | Rádios mainstream | Syco         |
| Estados Unidos | 3 de outubro de 2017  | Rádios rhythmic   | Epic         |